# Årsunda IF
Årsunda IF är en idrottsförening grundad 1920 i Årsunda, Gästrikland. 
För ÅIF (numera IFK Mora SK) tävlade längdskidlandslagets Emil Jönsson som fick sitt internationella genombrott 2007. Föreningen är också arrangör av det populära skidloppet Hornbergsloppet som går i januari varje år.
Bland andra kända idrottsutövare med Årsunda IF som moderklubb kan fotbollsspelarna Daniel Bernhardsson och Lars-Tony Hedström nämnas
Lovisa Pettersson vann sprinten i skidor på Ungdoms-SM 2011.

## Sektioner
- Fotboll
- Friidrott
- Orientering
- Skidor